# Zunder
Zunder — аргентинський виробник автомобілів, що працював з 1959 до 1963 року. Штаб-квартира знаходилася в Ріо-Кварто.

## Засновники
Нельсон Хосе (ісп. Nelson José Bongiovanni) і Еліхіо Оскар Бонджованні (ісп. Eligio Oscar Bongiovanni) були онуками італійських іммігрантів, які приїхали підкорювати Аргентину, і дід і бабка мали фірму, яка виготовляла гужові вози. З дитинства брати захоплювалися всім механізованим, тому коли вони виросли, то вирішили пов'язати своє майбутнє з автомобілями. Закінчивши технічну школу в Кордові, 1948 року вони оселилися в Ріо-Кварто, де стали продавати автомобілі Chevrolet. З приходом до влади в Аргентині полковника Хуана Домінго Перона, братам Бонджованні довелося перепрофілювати свій бізнес в автосервіс, тому що задля підтримки національного виробника Перон обмежив імпорт продукції до країни. 1955 року Перон був скинутий з президентської посади державним переворотом, політична обстановка змінилася, і брати вирішили зайнятися виробництвом автомобілів, тим більше, якраз починалася хвиля появи дрібних фірмочок, які починали випускати мікрокари.

## Заснування компанії і початок виробництва автомобілів
Для ознайомлення з нюансами виробництва автомобілів Нельсон вирушає в турне по США та Європі. В Англії він познайомився з технологією виготовлення склопластикових кузовів, цей процес його зацікавив, бо давав можливість пристойно заощадити на виготовленні кузовів. По поверненні додому він разом з братом засновує фірму Industrias del Transporte Automotor SRL. В 1959 році був побудований перший прототип, який назвали Zunder, що по-німецьки означає «іскра».
Машина мала склопластиковий кузов типу 2-дверний седан, встановлений на трубчасту металеву раму, а під капотом, який розташовувався ззаду, був поміщений 33-сильний 1.1 л двигун від VW Käfer. Проте в ході випробувань з'ясувалося, що потужності замало, для перетину горбистої місцевості треба потужніший двигун. Нельсон знову пакує валізи і їде цього разу до Німеччини, де він звертається до відомих в автомобільній галузі представників фірми Porsche. На його здивування австро-німці підійшли до його проблеми з розумінням, і не тільки стали поставляти автомобільному промисловцеві-початківцю свої 1.5 л 58-сильні двигуни в комплекті з коробкою передач і трансмісією, але й особисто були присутні під час дебюту автомобіля вже в 1960 році.
По поверненні додому, маючи в кишені контракт зі штутгартською фірмою, пан Бонджованні купує ділянку землі, на якому будує завод площею в 60 000 м². Незабаром в Буенос-Айресі відбулася демонстрація першого автомобіля — Zunder 1500.

## Припинення виробництва автомобілів
Спочатку планувалося випустити 400 машин до 1961 року, ще 700 до 1962, 1100 — до 1963, в 1964 році вийти на проектну потужність в 1600 автомобілів, проте справи пішли зовсім не так, як планувалося. Незважаючи на те, що машина мала мотор і трансмісію від Porsche 356, передню незалежну підвіску і гідравлічні гальма на всіх колесах, кузов машини мав кілька шарів склотканини в області моторного відсіку, і мотор не було чутно в салоні, цей автомобіль не користувався попитом через його зовнішній вигляд. До 1963 році було випущено всього близько 200 автомобілів, до цього часу до бізнесу братів приєдналися ще одні брати — Хуліан і Ансельмо Гарсія.

## Закриття компанії
Пара братів вирішили виправити ситуацію, побудувавши новий автомобіль зі спортивним кузовом купе, який нагадував VW Karmann-Ghia. Фірма побудувала два прототипи, один з яких згорів під час випробувань. Не дивлячись на те, що всі 200 машин були розпродані, фірма опинилася в скрутному фінансовому становищі, губернатор провінції, де розташовувався завод, хотів допомогти фірмі, але політична опозиція наклала вето на надання кредиту, і партнерам нічого не залишалося іншого, як поховати ідею подальшого виробництва автомобілів в 1963 році.

## Список автомобілів Zunder
- 1960 — Zunder 1500